# The Big Gay Musical
The Big Gay Musical (tj. Velký gay muzikál) je americký hraný film z roku 2009, který režírovali Casper Andreas a Fred M. Caruso podle Carusova scénáře. Film popisuje osudy dvou hlavních protagonistů nově připravovaného muzikálu na Broadwayi. Zatímco jeden žije jako otevřený gay, druhý svoji orientaci skrývá před rodiči, kteří jsou konzervativní věřící. Ve filmu se prolíná děj divadelního muzikálu, který zpracovává biblický příběh Genesis se stepujícími anděli, televangelisty a deprogramovacím táborem léčícím z homosexuality mladé křesťany spolu s reálným životem obou herců.

## Děj
Paul a Eddie představují hlavní postavy nového muzikálu s názvem Adam & Steve: přesně tak, jak je Bůh stvořil, který vypráví o tom, že Bůh stvořil nejen Adama a Evu, ale i Adama a Steva. S Paulem se právě rozešel jeho přítel poté, co někdo nepravdivě nařkl Paula, že je HIV pozitivní. Paul tak rezignuje na hledání ideálního mužského partnera a rozhodne se, že bude udržovat pouze vztahy na jednu noc. Eddieho rodiče, kteří jsou křesťansky konzervativně založeni, chtějí přijet na premiéru muzikálu, neboť neví, o čem muzikál pojednává. Eddie se proto konečně rozhodne říct svým rodičům, že je gay. Rodiče nepřijmou tuto zprávu dobře. Paul hledá nové vztahy na internetu, ale ani tady se mu nedaří dohodnout si rande na jednu noc. Nicméně Paul neustále naráží na Michaela, který chodí na jeho představení a má k Paulovi romantické city. Eddieho rodiče se přece jen odváží přijet kvůli synovi do New Yorku na premiéru, i když jsou zpočátku zděšeni tématem muzikálu. Po premiéře se s ním usmíří. Také Paul začne chodit s Michaelem.

## Obsazení
| Daniel Robinson   | Paul / Adam   |
| Joey Dudding      | Eddie / Steve |
| Jeff Metzler      | David         |
| Casper Andreas    | Usher         |
| Liz McCartney     | Patty-Maye    |
| Brian Spitulnik   | Michael       |
| Andre Ward        | Jose          |
| Steve Hayes       | Bůh           |
| Jim Newman        | Bruce         |
| Michael Schiffman | Charles       |
| Marty Thomas      | Dorothy       |
| Brent Corrigan    | prostitut     |